# Cinelli-OPD
L'equip Cinelli-OPD va ser un equip ciclista professional sanmarinès, que competí de 2007 a 2008. Va tenir categoria continental.
No s'ha de confondre amb el Cinelli-Down Under.

## Principals resultats
- Volta al Marroc: Alexei Schtschebelin (2008)
- Circuito Montañés: Alexei Schtschebelin (2008)

### A les grans voltes
- Giro d'Itàlia
  - 0 participacions
- Tour de França
  - 0 participacions
- Volta a Espanya
  - 0 participacions

## Classificacions UCI
L'equip participa en les proves dels circuits continentals i principalment en les curses del calendari de l'UCI Europa Tour.
UCI Àfrica Tour
| Temporada | Classificació per equips | Millor ciclista en la classificació individual |
| --------- | ------------------------ | ---------------------------------------------- |
| 2008      | 7è                       | Alexei Schtschebelin (11è)                     |

UCI Amèrica Tour
| Temporada | Classificació per equips | Millor ciclista en la classificació individual |
| --------- | ------------------------ | ---------------------------------------------- |
| 2007      | 14è                      | Juan Pablo Dotti (50è)                         |
| 2008      | 24è                      | Ivan Fanelli (96è)                             |

UCI Àsia Tour
| Temporada | Classificació per equips | Millor ciclista en la classificació individual |
| --------- | ------------------------ | ---------------------------------------------- |
| 2007      | 41è                      | Oleksandr Kvachuk (157è)                       |
| 2008      | 54è                      | Oleksandr Kvachuk (242è)                       |

UCI Europa Tour
| Temporada | Classificació per equips | Millor ciclista en la classificació individual |
| --------- | ------------------------ | ---------------------------------------------- |
| 2007      | 49è                      | Ivan Fanelli (162è)                            |
| 2008      | 70è                      | Alexei Schtschebelin (231è)                    |